# 흥친왕비 이씨
흥친왕비 여주 이씨(驪州李氏, 1883년 음력 6월 7일(양력 7월 10일) ~ 1978년 1월 8일) 또는 흥친왕비 여흥이씨, 완흥군부인 이씨는 조선 후기의 왕족이자, 대한제국의 황족, 대한민국 사람이며 흥친왕 이재면의 후처이다. 흥친왕 이재면과의 사이에서 딸이 1명 있었으나 생후 1년 6개월만에 알 수 없는 이유로 뇌수종에 걸려 요절했고, 그해 9월 남편 이재면도 신장병, 요독증, 혈관질환 등의 합병증으로 사망했다. 남편 사후 일제시대를 거쳐 대한민국 시대까지 생존했다.
간혹 일부 자료에서는 여주의 별칭을 따서 흥친왕비 여흥이씨(驪興李氏)로도 불린다. 본관은 여주(驪州), 경기도 부평 석천(후일의 부천) 출신

## 생애
1883년(고종 20) 음력 6월 7일(양력 7월 10일) 경기도 부평군 석천면 구지리, 후일의 경기도 부천시 원미구 상동 구지마을에서 참봉(參奉) 여주인(驪州人) 이인구(李麟九)와 그의 부인 이씨(李氏)의 장녀로 태어났다. 이는 《양공가공족보자료(兩公家公族譜資料)》를 통해 알려졌다. 구지리는 그가 태어날 무렵에는 부평이었으나 후일 부천 상동에 편입되었다. 본관은 여주인데, 간혹 여주의 별칭인 여흥이씨로 나온 소개되는 자료가 많다.
1901년(광무 5) 10월 10일 고종의 친형 이재면과 혼인했다. 이재면과 혼인한 날짜는 고종실록, 순종실록, 승정원일기, 일성록에 기사가 없었지만 한국학중앙연구원에서 조선총독부, 이왕직이 편찬한 《양공가공족보자료(兩公家公族譜資料)》를 입수, 판독하면서 여기에 수록된 호적을 통해 알려지게 됐다. 그는 초혼이고 이재면은 재혼이었다. 《양공가공족보자료(兩公家公族譜資料)》에는 1902년(광무 6) 1월 19일에 혼례를 치렀다는 다른 설도 같이 기재되어 있다. 그런데 일설에는 운현궁의 살림을 그가 아닌 이준용의 처 광산김씨가 주관했다는 설이 있다.
1907년 남편 이재면이 완흥군이 되면서 완흥군부인으로 책봉되었다. 1910년(융희 4년) 8월 15일 남편 이재면이 흥친왕으로 진봉되면서 그도 흥친왕비에 책봉되었다. 그의 흥친왕비 책봉 금책문은 제2호였다. 1910년 10월 2일 한일 합방 조약으로 남편 흥친왕이 이희 공으로 강등되면서 그도 이희 공비(公妃), 공(公) 부인으로 강작되었다.
정확한 자녀의 수는 알 수 없으나 1911년 2월 3일 딸 1명이 태어났으며, 흥친왕 이재면에게는 넷째 딸이라 한다. 서자, 서녀는 따로 서자, 서녀라 분류했으므로 전 부인 홍씨에게서 3녀를 얻은 것이 된다. 이후 더는 자녀를 얻지 못했다. 그러나 딸은 생후 1년 6개월만에 알 수 없는 이유로 뇌수종에 걸렸다가 1912년 8월 29일에 사망한다. 이는 당시 신문, 언론에도 보도되지 않았다.
남편 흥친왕은 노환, 신장염, 요독증, 혈관질환 등의 합병증으로 병석에 누웠다. 1912년 9월 병세가 위독해졌고 순종은 전의(典醫)를 그의 집에 보내 왕진(往診)을 시켰다. 덕수궁(德壽宮)에서도 이태왕 고종은 자신의 어의(御醫)를 보내 흥친왕을 진료하게 했다. 그러나 병세는 심해져 순종은 조선총독부 의료원장 등전(藤田), 의사 삼안(森安) 박사, 왕궁의 일본인 의사 신강(神岡) 등 3명을 보내 진료했으나 성과가 없었다. 남편 흥친왕은 9월 6일 열이 38도로 올랐고, 그날 혼수상태에 빠졌다. 남편 흥친왕은 1912년 양력 9월 9일 오전 0시 30분경에 67세를 일기로 한성부 종로방 운니동 운현궁 정침에서 신장염, 요독증 등의 합병증으로 병사하였다.
이후 운현궁에서 이준용과 광산김씨(光山金氏) 내외, 1902년에 사망한 이문용의 부인 안동김씨 김용규 등과 생활했다. 또한 운현궁 소속의 침모들 중 이씨부인 방 담당이던 침모는 작가 김을한의 친척이었다.
6.25 전쟁 중 부산으로 피난갔다가 돌아왔다. 그는 1955년에 사망한 영선군부인 광산김씨보다도 더 오래 살았다. 1978년 1월 8일 서울특별시 종로구 운니동 114-10번지 운현궁에서 노환으로 95세를 일기로 사망했다. 경기도 양주군 화도면 창현리(후일의 남양주시 화도읍 창현리) 이재면 묘 옆에 매장되었다.

## 가족 관계
- 남편 : 흥친왕 이재면(興親王 李載冕, 완흥군(完興君), 1845년 8월 22일(음력 7월 20일) ~ 1912년 9월 9일)
  - 딸 : 왕녀 이씨(1911년 2월 3일 ~ 1912년 8월 29일)
- 친정아버지 : 이인구(李麟九, 1856년 10월 26일 - ?)
- 친정어머니 : 이씨(李氏, ? - 1919년 4월 1일)

## 같이 보기
- 흥친왕
- 이왕가
- 왕공족